# 显性和潜在功能及功能障碍
显性和潜在功能是人类学家布罗尼斯拉夫·马林诺夫斯基于1922年研究西太平洋的特罗布里安岛民时创造的社会科学概念。后来，罗伯特·金·默顿为社会学修改了它。罗伯特·金·默顿似乎对锐化用于功能分析的概念工具感兴趣。
社会中的每个系统都有依赖于其他系统并与之相关的特定功能。当这些系统发挥作用时，它会导致社会稳定。一个或多个系统的功能障碍导致社会不稳定。功能和功能障碍都可以是显性的。表现功能或功能障碍是故意的和已知的。虽然潛在功能或功能障碍是无意的和/或许多人没有认识到的。正值或负值不附在功能或功能障碍上。换句话说，人们经常认为是错误或有害的事情，就像人们通常认为正确或公平的事情一样，可以带来社会稳定。
默顿写道：
设计了显性功能和潜在功能之间的区别，以排除......社会行为的有意识动机及其客观后果之间的混淆
-罗伯特·金·默顿，社会理论和社会结构，1957年，第61页
默顿指出，他“......从弗洛伊德在另一个语境中的用法中改编了'显现'和'潜伏'这两个术语......”

## 功能
显性功能是人们看到、观察甚至预期的后果。相关行动的参与者明确陈述并理解了它。根据默顿1957年《社会济困和社会结构》中的说法，雨舞的明显功能是产生雨水，而参与仪式的人有意和期望这一结果。
潜在功能是那些既不被认可也不被预期的功能。行为的潛在功能没有被相关人员明确陈述、认可或意图。因此，观察者可以识别它们。在雨仪式的例子中，内在功能通过为社会团体成员提供定期机会见面和参与共同活动来加强团体身份。
彼得·柏格描述了一系列例子，说明了显性功能和隐性功能障碍之间的区别：
“......反赌博立法的“显而言之”功能可能是抑制赌博，其“潜伏”功能是为赌博集团建立一个非法帝国。或者非洲部分地区的基督教传教团“明显地”试图让非洲人皈依基督教，“潜伏”帮助摧毁土著部落文化，这为快速社会变革提供了重要动力。或者，共产党对俄罗斯社会生活所有部门的控制“明显”是为了确保革命精神的持续统治，“潜伏”创造了一个新的舒适的官僚阶层，其愿望是无比的资产阶级，并越来越不愿意自我否定布尔什维克奉献（nomenklatura）。或者美国许多自愿协会的“显性”功能是社交性和公共服务，“潜伏”功能是将身份指数附加给那些被允许属于此类协会的人。”
虽然塔尔科特·帕森斯倾向于强调社会行为的显性功能，但默顿认为对潛在功能的关注增加了对社会的理解：显性和性功能之间的区别迫使社会学家超越个人为其行为或习俗传统和制度存在的理由；它使他们寻找其他允许这些实践生存并阐明社会运作方式的社会后果。

## 功能障碍
功能障碍也可以是明显的或延迟的。虽然功能是有意或认可的（表现），并可能对社会产生积极影响，但功能障碍是无意或未被认可的，并对社会产生负面影响。
明显的功能障碍是预期的社会生活的中断。例如，节日的明显功能障碍可能包括交通中断和垃圾的过度生产潜在功能障碍是无意和意外的秩序和稳定性的中断。在节日的例子中，他们将由因交通堵塞而缺勤的人为代表。

## 进一步阅读
- 人类学理论：学生为博士的学生准备的指南。医学博士墨菲
- 人类行动的不可期而至的后果：Robert K.的结构功能理论的概要。Merton，Diligio，2000年
- Merton，Robert K.1957.社会理论和社会结构，修订和扩大版。纽约：格伦科自由出版社。摘录，由Frank Elwell选择
- 表现和潜在功能摘自彼得·柏格的社会学邀请 ，节选，p40-41（纽约：Doubleday（Anchor Books），1963年）
- 大卫 本 布林克霍夫，苏珊娜 特，奥尔特加，罗斯 韦茨，汤姆森 沃兹沃思，《互联网报》2004年，ISBN 0-534-62676-9， Google 打印，第12页。
- 琼 费兰特，社会学：全球视角，汤姆森 沃兹沃思，2005年，《互联网报》，ISBN 0-495-00561-4，谷歌打印，第37页
- 保罗·赫尔姆，《显性和潜在功能》，《哲学季刊》，第21卷，第82期（1971年1月），p51-60，日本学术振兴院